# Port lotniczy Sinj
Port lotniczy Sinj (ICAO: LDSS) – port lotniczy położony w miejscowości Sinj, w Chorwacji.